# Дніпровсько-Бузький канал

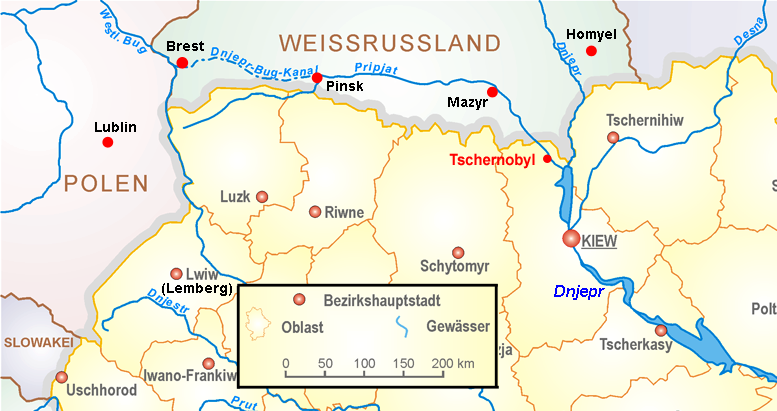
Дніпровсько-Бузький канал на карті (угорі ліворуч)

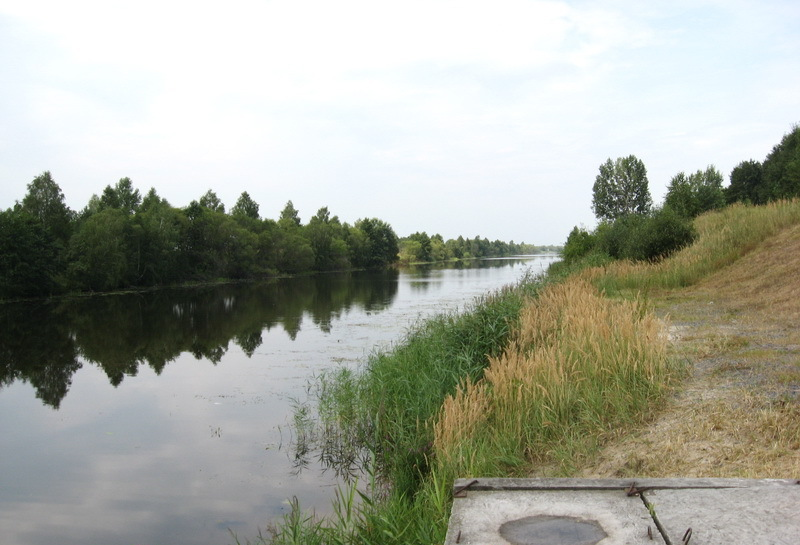

Дніпро́всько-Бу́зький кана́л — судноплавний канал в Білорусі, з'єднує річку Піна (притока Прип'яті; басейн Дніпра) з річкою Мухавець (притока Західного Бугу; басейн Вісли). Довжина 196 км (в тому числі каналізована частина річки Піна — 74 км, вододільна частина каналу — 58 км; каналізована частина річки Мухавець — 64 км).

## Історія
Роботи зі спорудження каналу вперше почалися в 1775 в роки правління останнього короля Польщі Станіслава Августа Понятовського, але незабаром були припинені, будівництво знову розпочато в 1837, основні роботи здійснені в 1846 -1848. Після приєднання Західної Білорусі до Польщі в 1919 і в роки німецько-радянської війни 1941-1945 гідроспоруди каналу руйнувались, після чого відновлювалися.
Канал є частиною магістрального Дніпровсько-Віслянського водного шляху Е-40 (Гданськ — Варшава — Берестя — Мозир — Київ — Херсон). За допомогою каналу теоретично можливий водний зв'язок басейнів Балтійського і Чорного морів. Тим не менш, наскрізне судноплавство цим водним шляхом поки неможливе: в Бресті річка Мухавець перегороджена глухою греблею. Пропуск ряду річкових суден, проданих Білоруссю Польщі в останні роки, здійснювався за тимчасовою схемою: в акваторії Брестського річкового порту викопували штучні шлюзові канали-камери, запускали туди судно, за ними прохід засипали, а попереду розкопували земляну перемичку — і судна виходили на чисту воду.
В 1997 урядом Білорусі прийнята програма реконструкції гідротехнічних споруд Дніпровсько-Бузького каналу, в ході якої здійснюється переобладнання шлюзів під європейські судноплавні стандарти, заміна застарілих гідротехнічних споруд тощо.
У роки існування СРСР основний обсяг перевезень каналом припадав на залізну руду з криворізьких родовищ, що поставляється на металургійні комбінати НДР (в порту Бреста здійснювалася перевантаження на залізничний транспорт). Після об'єднання Німеччини німецькі металурги переорієнтувалися на руду, що видобувається в Німеччині, і вантажообіг каналом катастрофічно знизився (з 7 млн т в 1991 до 420 тис. т в 2004).